# Île Walrus
Cet article concerne l'île de l'archipel Pribilof. Pour les îles côtières alaskanes plus à l'est de la baie de Bristol, voir Îles Walrus. Pour les homonymes, voir Walrus.
L'île Walrus est une des îles Pribilof, archipel alaskan situé dans la mer de Béring, à 500 km au sud-ouest de la côte occidentale de l'Alaska auquel il est administrativement rattaché.
L'île est à moins de 15 km à l'est d'une des deux îles principales de l'archipel, l'île Saint-Paul. Sa superficie est de 0,20 km2 pour 650 mètres de longueur. Elle est inhabitée.
Le nom de cet îlot est une traduction du russe ostrov Morjovy signifiant « île du Morse » (walrus en anglais), nom donné par le capitaine Vassiliev en 1829.